# Gemini (klepetalnik)
Gemini, prej znan kot Bard, je klepetalnik podjetja Google, ki ga je le-ta razvil kot odgovor na uspeh ChatGPT-ja. Gemini temeljii na istoimenskem obsežnem jezikovnem modelu v lasti Googla.